# Lenguas rendille-boni
Las lenguas rendille-boni (también rendile-boni o boni-rendille) son un subgrupo de lenguas del grupo cushita oriental, habladas en Kenia.

## Comparación léxica
Los numerales para diferentes lenguas boni-rendile son:
| GLOSA | Boni    | Rendille | [[PROTO- RB]] |
| ----- | ------- | -------- | ------------- |
| 1     | kóːw    | kôːw     | *koːw         |
| 2     | lába    | lámːa    | *lama         |
| 3     | síddéh  | sɛ́yːaħ   | *siddaħ       |
| 4     | áfar    | áfːar    | *afar-        |
| 5     | ʃan     | ʧán      | *ʧan-         |
| 6     | líh     | líħ      | *liħ          |
| 7     | toddóu  | tɛːbá    | *tadba        |
| 8     | siyyêːd | siyːɛ̂ːt  | *siddeti      |
| 9     | saːgal  | saːgáːl  | *saːgal       |
| 10    | tammán  | tomón    | *tamman       |